# Liste des personnages du Livre de Mormon
- Haut – A
- B
- C
- D
- E
- F
- G
- H
- I
- J
- K
- L
- M
- N
- O
- P
- Q
- R
- S
- T
- U
- V
- W
- X
- Y
- Z

Cette liste est destinée à être un moyen de référence rapide pour les personnages mentionnées dans le Livre de Mormon.

## Notation
Lorsque le même nom apparaît plusieurs fois, il est noté avec exposants (par exemple, Nephi1) suivant le triple index des Écritures standards de l'Église de Jésus-Christ des saints des derniers jours (parmi lesquelles le Livre de Mormon). Cette notation suit généralement l'ordre chronologique dans lequel les personnages apparaissent. Si un de ces noms n'a pas d'exposant, cela signifie que l'on fait référence à un personnage qui n'apparaît pas dans le Livre de Mormon et dont l'origine sera alors spécifiée, tel qu'Aaron, qui apparaît dans la Bible.
- Un nom en gras désigne un personnage d'une grande importance religieuse, tel qu'un prophète ou un missionnaire.
- Un nom en italique désigne un personnage qui dirige un territoire, tel qu'un roi ou un grand juge.
- Un nom souligné désigne un historien ou un personnage qui tient un registre de certaines des actions se déroulant dans le Livre de Mormon.
- Les mises en forme peuvent être combinées (par exemple, Alma était grand juge et prophète)

## A
- Aaron2, descendant du roi jarédite Heth2
- Aaron3, fils de Mosiah2, missionnaire néphite
- Aaron4, roi lamanite (vers 330 apr. J.-C.)
- Abinadi, prophète néphite envoyé au peuple de Léhi-Néphi - convertit Alma1 (vers 150 av. J.-C.)
- Abinadom, fils de Chemish, historien néphite et guerrier néphite.
- Abish, femme lamanite, servante de l'épouse de Lamoni
- Aha, officier militaire néphite (vers 80 av. J.-C.)
- Ahah, fils de Seth2, roi jarédite
- Akish, fils de Kimnor, roi jarédite
- Alma1, prophète néphite et juge du roi Noé (vers 173-91 av. J.-C.). Aussi connu sous le nom d'Alma l'Ancien
- Alma2, fils d'Alma1, connu sous le nom d'Alma le Jeune. Prophète néphite et premier juge en chef (vers 100-73 av. J.-C.).
- Amaleki1, archiviste néphite (vers 130 av. J.-C.)
- Amaleki2, chercheur du peuple de Zénif (vers 121 av. J.-C.)
- Amalickiah, traître néphite qui devient roi des Lamanites et fait la guerre aux Néphites - tué par Teancum (vers 70 av. J.-C.)
- Amaron, fils d'Omni, gardien des archives néphite
- Aminadab, dissident néphite vivant parmi les Lamanites - reconverti par Néphi2 et Léhi4 (vers 30 av. J.-C.)
- Amgid, roi jarédite.
- Aminadi, descendant de Néphi1
- Amlici, dissident néphite (vers 87 av. J.-C.)
- Ammah, missionnaire néphite, compagnon d'Aaron3
- Ammaron, archiviste néphite (vers 306 apr. J.-C.)
- Ammon1, chef de l'expédition au pays de Néphi (vers 121 av. J.-C.)
- Ammon2, fils de Mosiah2, missionnaire auprès des Lamanites, devient juge en chef au pays de Jershon auprès des Anti-Néphi-Léhites (vers 100 av. J.-C.)
- Ammoron, traître néphite, frère d'Amalickiah, roi des Lamanites après la mort d'Amalickiah - tué par Teancum (vers 66-61 av. J.-C.)
- Amnigaddah, fils d'Aaron2, roi jarédite
- Amnor, espion néphite dans la campagne Amlicite (vers 87 av. J.-C.)
- Amoron, néphite (vers 380-400 après J.-C.) contemporain et subordonné du prophète et commandant de l'armée Mormon. Durant la guerre finale entre les Lamanites et les Néphites, Amoron rend compte à Mormon.
- Amos1, fils de Néphi4, gardien des archives néphite (vers 110-194 après J.-C.)
- Amos2, fils d'Amos1, gardien des archives néphite (vers 194-306 après J.-C.)
- Amulek, fils de Giddonah1, missionnaire néphite, compagnon d'Alma2
- Amulon, prêtre du roi Noé, monarque néphite tributaire du pays d'Hélam
- Antiomno, roi lamanite du pays de Middoni.
- Antionah, dirigeant en chef d'Ammonihah
- Antionum, commandant néphite (vers 385 apr. J.-C.)
- Antipus, commandant néphite dans la ville de Judée. (vers 65 av. J.-C.)
- Archéantus, soldat néphite, l'un des trois « hommes de choix » (Moroni 9) tués au combat (vers 375 apr. J.-C.)[2]

## B
- Benjamin, connu sous le nom de roi Benjamin, prophète et roi néphite (vers 120 av. J.-C.)
- Frère de Jared2, également Mahonri Moriancumer[3],[4],[5]. Prophète jarédite et personne la plus importante dans le récit donné au début (chapitres 1 à 6) du Livre d'Éther.

## C
- Capitaine Moroni, voir Moroni1
- Cézoram, huitième juge en chef néphite (vers 30 av. J.-C.), précédé par Néphi, fils d'Hélaman, et remplacé par son fils, et finalement par Seezoram. Cezoram et Seezoram sont deux personnes différentes et ne doivent pas être confondues.
- Christ, vois Jésus-Christ
- Cohor1, frère de Noé2
- Cohor2, premier roi jarédite, fils de Corihor1 et frère de Noé. Il rejoignit son frère Noé, avec « tous ses frères et une grande partie du peuple » pour établir un royaume rival de celui de Shule (voir Éther 7:15). Il n'y a pas d'autres références, mais il semble avoir été influent, car son frère Noé donne plus tard son nom à son fils (Éther 7: 20), lequel nom est transmis jusqu'à la fin de la lignée jarédite (Éther 13:17).
- Cohor3, jarédite évoqué vers la fin du livre d'Éther
- Com1 (/koʊm/[6]), premier roi jarédite, fils de Coriantum 1
- Com2, roi jarédite évoqué vers la fin du livre d'Éther
- Corianton (/ˌkɒrjeˈæntən/[7]), fils d'Alma2
- Coriantor, jarédite, fils de Moron, père d'Éther. Bien que son père ait été roi, Coriantor « demeura en captivité tous ses jours »[8].
- Coriantum1, roi jarédite, fils d'Emer
- Coriantum2, jarédite, fils d'Amnigaddah
- Coriantumr3, jarédite, fils d'Omer
- Coriantumr1, roi jarédite, dernier survivant jarédite
- Coriantumr2, apostat néphite, commandant des forces lamanites
- Corihor1, fils de Kib, jarédite
- Corihor2, jarédite, à ne pas confondre avec Korihor
- Corom (/ˈkɔːrəm/[9]), roi jarédite, fils de Lévi2
- Cumenihah (/ˌkuːməˈnaɪhɑː/[10]), commandant néphite (vers 385 apr. J.-C.)

## E
- Emer (/ˈiːmər/[11]), roi jarédite et fils d'Omer
- Emron (/ˈɛmrɒn/[12]), soldat néphite
- Énos2, fils de Jacob2, prophète néphite et gardien des archives
- Esrom (/ˈɛzrəm/[13]), jarédite et fils d'Omer.
- Ethem, roi jarédite et fils d'Acha.
- Ether (prophète du Livre de Mormon), prophète jarédite et gardien des archives
- Ezias (/iːˈzaɪəs/[14]), prophète israélite évoqué dans Hélaman 8:20.

## G
- Gadianton, chef des bandits de Gadianton (vers 50 av. J.-C.)
- Gid, officier militaire néphite (vers 63 av. J.-C.)
- Giddianhi (/ˌɡɪdiˈænhaɪ/[15]), chef des bandit de Gadianton (vers 16-21 apr. J.-C.)
- Giddonah1 (/ɡɪˈdoʊnɑː/[16]), père d'Amulek
- Giddonah2, grand prêtre de Gédéon (vers 75 av. J.-C.)
- Gédéon, patriote néphite (vers 145-91 av. J.-C.)
- Gidgiddonah (/ˌɡɪdɡɪˈdoʊnɑː/[17]), commandant néphite (vers 385 apr. J.-C.)
- Gidgiddoni, commandant néphite (vers 16 apr. J.-C.)
- Galaad, commandant militaire jarédite
- Gilgah (/ˈɡɪlɡɑː/[18]) jarédite
- Guilgal, commandant néphite décédé à la bataille de Cumorah (vers 385 apr. J.-C.).
- Hagoth, constructeur de navires néphite.
- Hearthom, roi jarédite et fils de Lib1.
- Hélam, converti du peuple de Noé2 (vers 147 av. J.-C.). Premier de ceux baptisés par Alma1
- Hélaman1, fils du roi Benjamin (vers 130 av. J.-C.), frère de Mosiah2 et Helorum. Hélaman n’est mentionné que dans un seul verset[19].
- Hélaman2, fils aîné d'Alma 2, prophète et commandant militaire (vers 74-56 av. J.-C.)
- Hélaman3, fils aîné d'Hélaman2 - sixième juge en chef néphite
- Helem, frère d'Ammon2
- Helorum (/hiːˈlɔːrəm/[20]), fils du roi Benjamin (vers 130 av. J.-C.), frère de Mosiah2 et Hélaman1. Helorum n'est mentionné que dans un seul verset[19], dans lequel le roi s'adresse à lui[21]
- Hem, frère d'Ammon2
- Heth1, jarédite et fils de Com1.
- Heth2, jarédite et fils de Hearthom.
- Himni, fils de Mosiah2 (vers 100-74 av. J.-C.)

## I
- Isabelle, prostituée du pays de Siron
- Ésaïe2, l'un des douze disciples néphites de Jésus
- Ismaël1, Éphraïmite de Jérusalem
- Ismaël2, grand-père d'Amulek

## J
- Jacob2, fils de Léhi1, prophète néphite et gardien des archives
- Jacob3, apostat néphite (vers 64 av. J.-C.)
- Jacob4, apostat néphite (vers 30-33 apr. J.-C.)
- Jacom, fils de Jared2, jarédite
- Jared2, fondateur du peuple des jarédites
- Jared3, roi jarédite
- Jarom, fils d'Énos2, gardien des archives néphite
- Jeneum (/ˈdʒɛniəm/[22]), commandant néphite (vers 385 apr. J.-C.)
- Jérémie2, l'un des douze disciples néphites (vers 34 apr. J.-C.)
- Jésus-Christ, Sauveur et Rédempteur
- Jonas1, fils de Néphi3, l'un des douze disciples néphites (vers 34 apr. J.-C.)
- Jonas2, l'un des douze disciples néphites (vers 34 apr. J.-C.)
- Joseph2, fils de Léhi1 (vers 595 av. J.-C.)
- Josh, commandant néphite (vers 385 apr. J.-C.)

## K
- Kib, roi jarédite
- Kim, roi jarédite et fils de Morianton1.
- Kimnor, jarédite
- Roi Benjamin (voir Benjamin)
- Kish, roi jarédite et fils de Corom.
- Kishkumen, chef des voleurs
- Korihor, un antéchrist (vers 74 av. J.-C.)
- Kumen, l'un des douze disciples néphites (vers 34 apr. J.-C.)
- Kumenonhi, l'un des douze disciples néphites (vers 34 apr. J.-C.)

## L
- Laban, gardien des plaques d'airain (vers 600 av. J.-C.)
- Lachonéus1, onzième juge en chef néphite connu (vers 1 apr. J.-C.)
- Lachonéus2, fils de Lachonéus1, douzième (et dernier) juge en chef néphite connu (vers 29-30 apr. J.-C.)
- Lamah, commandant néphite (vers 385 apr. J.-C.)
- Laman1, fils aîné de Léhi1 (vers 600 av. J.-C.)
- Laman2, roi lamanite (vers 200 av. J.-C.)
- Laman3, fils de Laman2 (vers 178 av. J.-C.)
- Laman4, soldat néphite
- Lamoni, roi lamanite converti par Ammon2
- Léhi1, prophète hébreu qui a conduit ses disciples à la terre promise dans l'hémisphère occidental (vers 600 av. J.-C.), père de Laman1, Lémuel, Néphi1, et Sam.
- Léhi2, fils de Zoram2, peut-être identique à Léhi3.
- Léhi3, commandant militaire néphite
- Léhi4, fils d'Hélaman2, missionnaire néphite
- Léhonti, officier lamanite (vers 72 av. J.-C.)
- Lémuel, deuxième fils de Léhi1
- Lévi2, roi jarédite et fils de Kim.
- Lib1, roi jarédite et fils de Kish.
- Lib2, roi jarédite
- Limha, commandant néphite (vers 385 apr. J.-C.)
- Limher, soldat néphite (vers 87 av. J.-C.)
- Limhi, fils de Noé3, troisième roi néphite au pays de Léhi-Néphi (vers 121 av. J.-C.)
- Luram, soldat néphite, l'un des trois « hommes de choix » (Moroni 9) tués au combat (vers 375 apr. J.-C.)[23]

## M
- Mahah, fils de Jared3
- Manti, soldat néphite (vers 87 av. J.-C.)
- Mathoni, l'un des douze disciples néphites (vers 34 apr. J.-C.)
- Mathonihah, l'un des douze disciples néphites (vers 34 apr. J.-C.)
- Morianton1, roi jarédite et fils de Riplakish ; fait partie de la lignée d'Ether.
- Morianton2, fondateur de la ville néphite de Morianton, traître néphite et dirigeant du peuple de Morianton, instigateur du conflit frontalier Léhi-Morianton.
- Mormon1, père de Mormon2
- Mormon2, commandant militaire, historien, gardien des annales, il abrège les annales néphites.
- Moron, roi jarédite[24] qui régna à une époque de grande méchanceté et de troubles, et qui était lui-même méchant. Il perdit la moitié de son royaume pendant de nombreuses années lors d'une rébellion et, après avoir récupéré son royaume, fut complètement renversé et vécut sa vie en captivité. Il est le grand-père du prophète Éther.
- Moroni1, connu sous le nom de capitaine Moroni, commandant militaire néphite (vers 99-56 av. J.-C.)
- Moroni2, fils de Mormon2, prophète néphite
- Moronihah1, fils de Moroni1, général néphite (vers 60 av. J.-C.)
- Moronihah2, général néphite qui périt à la bataille de Cumorah, avec ses dix mille (vers 385 apr. J.-C.)
- Mosiah1, prophète et roi néphite, père du roi Benjamin
- Mosiah2, fils du roi Benjamin, prophète et roi néphite (vers 154-91 av. J.-C.)
- Mulek, fils du roi juif Sédécias
- Muloki, missionnaire néphite

## N
- Néhor, apostat néphite, théoricien religieux, antéchrist (vers 91 av. J.-C.)
- Néphi1, fils de Léhi 1
- Néphi2, fils d'Hélaman2 - septième grand juge néphite
- Néphi3, fils de Néphi2, connu sous le nom de Néphi le disciple
- Néphi4, fils de Néphi3
- Néphihah, deuxième juge en chef néphite (vers 83-67 av. J.-C.). Il succède Alma le Jeune lorsqu'Alma lui cède le siège du jugement pour consacrer plus de temps à l'œuvre missionnaire[25]. Son fils Pahoran a hérité de lui le siège du jugement après sa mort[26].
- Néum, prophète hébreu cité par Néphi1
- Nimrah, fils d'Akish, jarédite
- Noé2, fils de Corihor1, roi jarédite
- Noé3, fils de Zénif, roi néphite

## Ô
- Omer, roi jarédite et fils de Shule.
- Omner, fils de Mosiah2
- Omni, fils de Jarom, gardien des archives néphite
- Orihah, roi jarédite

## P
- Paanchi, fils de Pahoran1, rebelle néphite (vers 52 av. J.-C.)
- Pachus (/ˈpeɪkəs/[27]), roi des dissidents néphites au pays de Zarahemla (vers 61 av. J.-C.)
- Pacumeni, néphite, fils de Pahoran1 et frère de Pahoran2 (vers 52 av. J.-C.), il est candidat au siège de juge du peuple de Néphi[28]. Après la mort de son frère, Pacumeni devient le cinquième juge[29], mais pas pour longtemps ; car le pays est envahi par les Lamanites, et Coriantumr, un homme grand et puissant, descendant de Zarahemla et dissident des Néphites, attrape Pacumeni dans sa tentative de fuite et le tue près des murs de la ville. Hélaman, fils d'Hélaman, lui succéda comme juge en chef.
- Pagag, fils du frère de Jared
- Pahoran1, fils de Néphihah, troisième juge en chef néphite (vers 68 av. J.-C.)
- Pahoran2, fils de Pahoran1, quatrième juge en chef néphite, tué par Kishkumen (vers 52 av. J.-C.)

## R
- Riplakish, roi jarédite et fils de Shez1

## S
- Sam, troisième fils de Léhi1 (vers 600 av. J.-C.)
- Samuel2, prophète lamanite (vers 6 av. J.-C.)
- Saria, épouse de Léhi1 (vers 600 av. J.-C.)
- Séantum, membre de la bande de Gadianton (vers 23 av. J.-C.)
- Seezoram, membre de la bande de Gadianton, dixième juge en chef néphite connu (vers 26 av. J.-C.), finalement remplacé par Lachonéus.
- Seth2, fils de Shiblom1, jarédite
- Shared, chef militaire jarédite
- Sem2, commandant néphite (vers 385 apr. J.-C.)
- Shémnon, l'un des douze disciples néphites (vers 34 apr. J.-C.)
- Shérem, un antéchrist (vers le Ve siècle av. J.-C.). Hugues Nibley déclare que "Sherem" signifie "nez retroussé" ou "nez de carlin"[30].
- Shez1, roi jarédite et fils de Heth1.
- Shez2, fils de Shez1
- Shiblom1 (également Shiblon)[31], roi jarédite et fils de Com2.
- Shiblom2, Commandant néphite (vers 385 apr. J.-C.)
- Shiblon, fils d'Alma2, missionnaire néphite et archiviste
- Schiz, chef militaire jarédite
- Schule, roi jarédite

## T
- Téancum, chef militaire néphite
- Téomner, officier militaire néphite
- Timothée, frère de Néphi2, l'un des douze disciples néphites
- Tubaloth, roi lamanite (vers 51 av. J.-C.), fils d' Ammoron, le roi précédent. Il nomme Coriantumr, un homme puissant et dissident néphite, pour diriger ses armées[32].

## Z
- Zarahemla, descendant de Mulek, chef de la colonie de Mulek
- Zedekiah2, l'un des douze disciples néphites (vers 34 apr. J.-C.)
- Zeezrom, avocat néphite, converti par Alma2 et Amulek, plus tard missionnaire néphite (vers 82 av. J.-C.)
- Zemnarihah, chef de la bande de Gadianton (vers 21 apr. J.-C.)
- Zénéphi, commandant néphite (vers 375 apr. J.-C.)[23]
- Zénif, roi néphite (vers 200 av. J.-C.)
- Zenoch, prophète d'Israël
- Zénos, prophète d'Israël
- Zerahemnah,c ommandant lamanite à la bataille de Sidon (vers 74 av. J.-C.)
- Zeram, officier militaire néphite (vers 87 av. J.-C.)
- Zoram1, serviteur de Laban (vers 600 av. J.-C.)
- Zoram2, capitaine en chef néphite (vers 81 av. J.-C.)
- Zoram3, un antéchrist qui dirigea et enseigna les Zoramites (vers 74 av. J.-C.)